# Ficus annulata
Ficus annulata är en mullbärsväxtart som beskrevs av Carl Ludwig von Blume. Ficus annulata ingår i släktet fikonsläktet, och familjen mullbärsväxter. Inga underarter finns listade i Catalogue of Life.